# Ячменьов Віталій Олександрович
Віталій Олександрович Ячменьов (рос. Виталий Александрович Ячменёв; 8 січня 1975, м. Челябінськ, СРСР) — російський хокеїст, правий нападник. 
Вихованець хокейної школи «Трактор» (Челябінськ). Виступав за «Трактор-2» (Челябінськ), «Норт-Бей Сентенніалс» (ОХЛ), «Фінікс Роудраннерс» (ІХЛ), «Лос-Анджелес Кінгс», «Лонг-Біч Айс-Догс» (ІХЛ), «Нашвілл Предаторс», «Мілвокі Едміралс» (ІХЛ), «Амур» (Хабаровськ), «Ак Барс» (Казань), «Авангард» (Омськ), «Динамо» (Москва), «Трактор» (Челябінськ), «Рубін» (Тюмень). 
В чемпіонатах НХЛ — 487 матчів (83+133).
У складі молодіжної збірної Росії учасник чемпіонату світу 1995. У складі юніорської збірної Росії учасник чемпіонату Європи 1993.
Брат: Денис Ячменьов.
Досягнення
- Бронзовий призер чемпіонату Росії (2006)
- Володар Кубка Шпенглера (2008)
- Срібний призер молодіжного чемпіонату світу (1995)
- Срібний призер юніорського чемпіонату Європи (1993).